# Daurada grossa
La daurada grossa, fusell o fuell, samerlí (var. samarlic, xamerlí, xamerlit) (Pluvialis apricaria) és una espècie d'ocell de l'ordre dels caradriformes.
A les Balears tant Pluvialis apricaria com Pluvialis auratus reben el nom de xillot, xirlot, i xillot siulaire per a aquest darrer.

## Morfologia
- Fa 28-30 cm de longitud total.
- Té un plomatge molt vistós: la cara i les parts inferiors negres, mentre que les superiors són fosques amb una infinitat de petites taques daurades a l'estiu. A l'hivern el plomatge negre deixa lloc a un de més blanc, també tacat de daurat, que es confon a la perfecció amb el cereal dels camps, on s'alimenta.

## Subespècies
- Pluvialis apricaria altifrons
- Pluvialis apricaria apricaria

## Reproducció

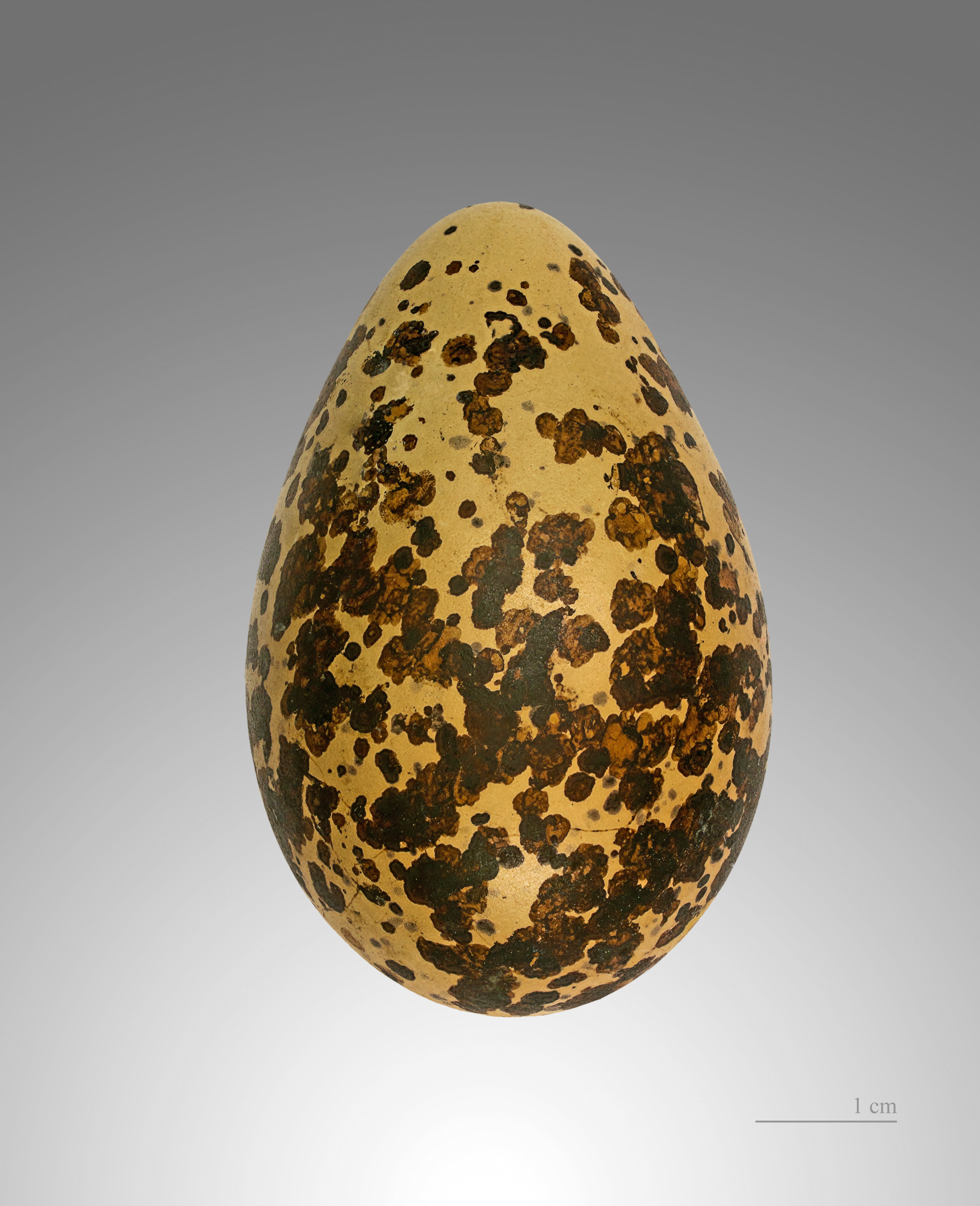
Ou

No és nidificant als Països Catalans. La posta és a la primavera, i les femelles no fan niu, ans es limiten a fer un forat en terra que a vegades cobreixen lleugerament d'herba.

## Alimentació
Menja, principalment de nit, cucs, insectes, cargols, aranyes, molsa i algues que troba en camps conreats, en prats i en arrossars.

## Hàbitat
Viu a llocs humits.

## Distribució geogràfica

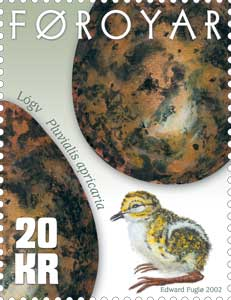
Segell emès per les illes Fèroe l'any 2002 mostrant un pollet i ous d'aquest ocell.

Durant el bon temps viu al nord d'Euràsia però, en arribar l'estiu, emigra cap al sud d'aquest continent i també cap a l'Àfrica, on atenyen el capdavall del continent.
Als Països Catalans se'n pot veure en migració i a l'hivern, i sempre al litoral, on pot arribar a ser localment abundant (com ara l'Alt Empordà, el Delta de l'Ebre i el del Llobregat). El nombre dels que hivernen pot augmentar sensiblement si es produeixen onades de fred a Europa.